# (5625) Jamesferguson
(5625) Jamesferguson ist ein im mittleren Hauptgürtel gelegener Asteroid. Der Himmelskörper wurde vom britisch-australischen Astronomen Robert McNaught am 7. Januar 1991 am Siding-Spring-Observatorium (IAU-Code 413) entdeckt. Das Observatorium befindet sich in der Nähe von Coonabarabran, Australien und ist Teil der Research School of Astronomy & Astrophysics (RSAA) der Australian National University (ANU). Sichtungen des Asteroiden hatte es vorher schon gegeben: am 13. Dezember 1995 unter der vorläufigen Bezeichnung 1955 XS am Goethe-Link-Observatorium in Indiana sowie am 22. Mai 1971 (1971 KD) und 4. Oktober 1972 (1972 TM) am Krim-Observatorium in Nautschnyj.
Der mittlere Durchmesser des Asteroiden wurde mithilfe des Wide-Field Infrared Survey Explorers (WISE) mit 14,790 (±0,303) km berechnet, die Albedo mit 0,061 (±0,008). Die Rotationsperiode konnte bei Beobachtungen zwischen dem 16. Oktober und 10. November 2016 am Oakley Southern Sky Observatory in Coonabarabran, New South Wales von Richard Ditteon et al. bestimmt werden. Die Lichtkurve ergab eine Rotationsperiode von 6,6735 (±0,0005) Stunden.
Der Asteroid gehört zur Adeona-Familie, einer Gruppe von Asteroiden, die nach dem Asteroiden (145) Adeona benannt ist.
(5625) Jamesferguson wurde am 12. Juli 2014 nach dem schottischen Astronom, Teleskopbauer und Mechaniker James Ferguson (1710–1776) benannt.